# Cagliari Calcio
El Cagliari Calcio es un club de fútbol de Italia, de la ciudad de Cagliari en Cerdeña. Fue fundado en 1920 y actualmente juega en la Serie A, la primera categoría del fútbol italiano.
Los mayores éxitos deportivos del Cagliari son el campeonato de Serie A conseguido en la temporada 1969-70 y el subcampeonato obtenido año antes. En el plano internacional, llegó a octavos de final de la Copa de Europa 1970-71 y semifinales de la Copa de la UEFA 1993-94.
El equipo ocupa el puesto 14.º en la clasificación histórica de la Serie A y es, junto a Bologna, Genoa, Napoli y Hellas Verona, uno de los cinco clubes italianos que ha sido campeón de liga en primer, segundo y tercer nivel.

## Historia
El 20 de agosto de 1920, Fichera, funda el equipo Cagliari Football Club. En 1934 se fusiona con el Club Sportivo Cagliari y nace la Unione Sportiva Cagliari. Finalmente el equipo se llama Cagliari Calcio.
El equipo logró su primer ascenso a la Serie A en 1964. En la primera mitad del campeonato, Cagliari finalizó último con tan solo 9 puntos, pero luego se recuperó finalizando sexto con 34 puntos.
En la temporada 1968-69, Cagliari luchó hasta el final por el Scudetto con el AC Milan y la Fiorentina. Finalmente Fiorentina se quedaría con el título y Luigi Riva se consagró como goleador del torneo. Cagliari finalizó 2° con 41 puntos y se clasificó a la Copa de Ferias.
En esa misma temporada, Cagliari llegó a la final de la Copa Italia, que perdió contra del AS Roma.
En la temporada 1969-70, ganó su primer y único scudetto. Ese año el equipo tan solo perdió dos encuentros y recibió 11 goles en contra (hasta ahora récord para un torneo de 16 equipos). Riva ganó el trofeo de máximo goleador. Muchos de los jugadores campeones del Cagliari fueron convocados para disputar el Mundial de 1970, en el que llegaron a la final.

## Uniforme
- Uniforme titular: Camiseta roja y azul con mangas blancas, pantalón azul, medias azules.
- Uniforme alternativo: Camiseta blanca, pantalón blanco, medias blancas.

### Evolución del uniforme
| 2008-09 | 2009-10 | 2010-11 | 2011-12 | 2012-13 | 2013-14 | 2014-15 |
| 2015-16 | 2016-17 | 2017-18 | 2018-19 | 2019-20 | 2020-21 | 2021-22 |
| 2022-23 | 2023-24 | 2024-25 |         |         |         |         |

## Estadio

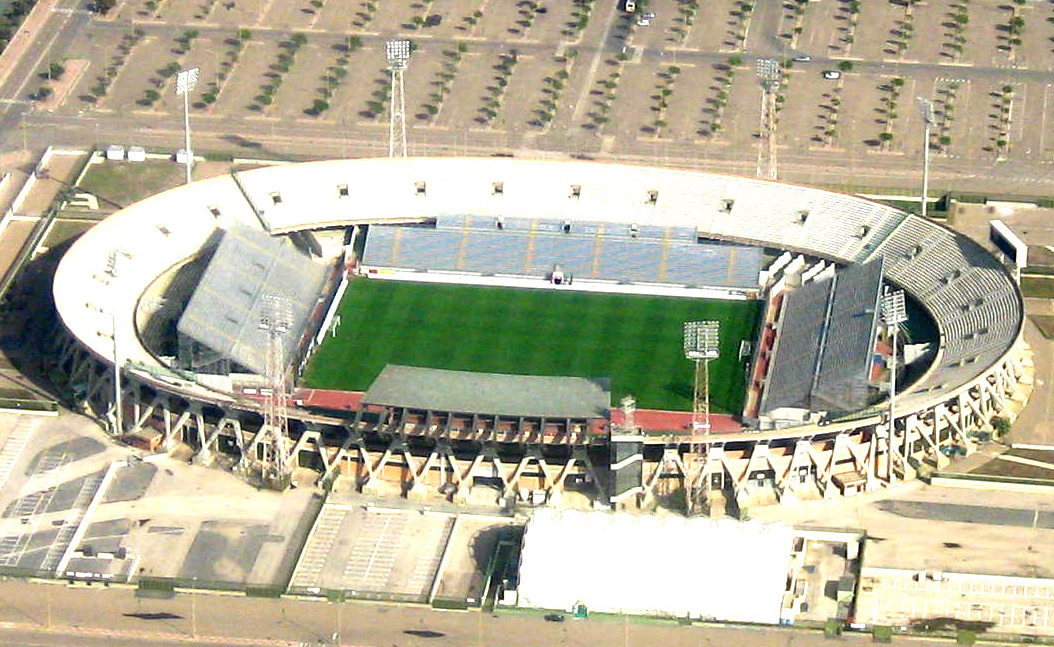
Estadio Sant'Elia

El Cagliari jugaba de local en el Estadio Sant'Elia. Fue inaugurado en 1970 y su superficie es de pasto. Tiene una capacidad para 23.486 espectadores y fue una de las sedes de la Copa Mundial de Fútbol de 1990. Sus dimensiones son de 105 x 68 m. En 2017 fue derribado para dejar paso a un futuro estadio en los mismos terrenos.
El Cagliari construyó en 2012 su nuevo estadio prefabricado denominado Is Arenas. Fue inaugurado el 2 de septiembre de 2012 en el partido frente a Atalanta, por la segunda fecha de la Serie A y que finalizó con empate a uno. Solo se usó en la campaña 2012/2013 mientras el Sant'Elia se remodelaba por exigencias de la Serie A.
En la campaña 2017/18 el equipo sardo usará un estadio prefabricado, el Sardegna Arena mientras el nuevo feudo es construido en el terreno que dejó el viejo Stadio Sant'Elia.

## Récords Individuales

### Máximos Goleadores
| Goles | Jugador           | Años                   |
| ----- | ----------------- | ---------------------- |
| 164   | Gigi Riva         | (1963-1976)            |
| 94    | David Suazo       | (1999-2007)            |
| 87    | Luigi Piras       | (1973-1987)            |
| 75    | Joao Pedro        | (2014-Act.)            |
| 58    | Roberto Muzzi     | (1994-1999)            |
| 58    | Mauro Esposito    | (2001-2007)            |
| 47    | Daniele Conti     | (1999-2015)            |
| 46    | Luis Oliveira     | (1992-1996, 1999-2000) |
| 45    | Marco Sau         | (2012-2019)            |
| 42    | Erminio Bercarich | (1951-1953)            |

### Más presencias
| Presencias | Jugador             | Años                   |
| ---------- | ------------------- | ---------------------- |
| 434        | Daniele Conti       | (1999-2015)            |
| 328        | Mario Brugnera      | (1968-1974, 1975-1982) |
| 320        | Luigi Piras         | (1973-1987)            |
| 315        | Gigi Riva           | (1963-1976)            |
| 314        | Luis Diego López    | (1998-2010)            |
| 311        | Nené                | (1964-1976)            |
| 306        | Mario Martiradonna  | (1962-1973)            |
| 293        | Oreste Lamagni      | (1971-1973, 1975-1985) |
| 282        | Roberto Quagliozzi  | (1974-1985)            |
| 281        | Alessandro Agostini | (2004-2012)            |

## Palmarés

### Torneos nacionales (1)
| Competiciones nacionales         | Títulos                             | Subcampeonatos             |
| -------------------------------- | ----------------------------------- | -------------------------- |
| Primera División de Italia (1/1) | 1969-70.                            | 1968-69.                   |
| Copa de Italia (0/1)             |                                     | 1968-69.                   |
|                                  |                                     |                            |
| Segunda División de Italia (1/3) | 2015-16.                            | 1963-64, 1978-79, 2003-04. |
| Tercera División de Italia (4/1) | 1930-31, 1951-52, 1961-62, 1988-89. | 1960-61.                   |
| Cuarta División de Italia (1/0)  | 1936-37.                            |                            |
| Copa de Italia Serie C (1/0)     | 1988-89.                            |                            |

Nota: en negrita competiciones vigentes en la actualidad.